# Nectandra japurensis
Nectandra japurensis là một loài thực vật thuộc họ Lauraceae. Loài này có ở Brasil và Peru.